# Albino Prada
Albino Prada Blanco (El Bollo, provincia de Orense, 1955) es un economista, profesor y ensayista gallego, especializado en el análisis crítico del crecimiento y desarrollo económico regional.

## Trayectoria
Doctor en Ciencias Económicas por la Universidad de Santiago de Compostela en 1991, profesor de Economía Aplicada en la Universidad de Vigo, fue miembro del Consejo Gallego de Estadística, del Consejo Económico y Social de Galicia y del Consello da Cultura Galega. Editor de los Documentos del Foro Económico de Galicia (2014-2018). Entre 2006-2018 fue columnista habitual de La Voz de Galicia; colabora en medios como Luzes, Tempos Novos, Sin Permiso, o Nós Diario
Es miembro del Consejo Científico de Attac España
Sus campos de trabajo se centran en el análisis crítico del crecimiento y desarrollo regional, así como en los aspectos ambientales y sociales del mismo. Sobre esa temática, además de libros e informes técnicos, ha publicado artículos académicos en revistas españolas y extranjeras.
Prada considera que la sociedad de mercado actual está centrada en una búsqueda obsesiva del crecimiento del PIB y que una sociedad decente, en el sentido del filósofo judío Avishai Margalit, debe perseguir un mayor desarrollo social con menos crecimiento. El objetivo social debe centrarse en el altruismo, la generosidad, la solidaridad, la reciprocidad, la empatía, la confianza y el civismo; es decir, una práctica social de la cooperación y de lo pro-común.

## Obras
- Ecología y valor. El problema ecológico en Marx, 1984, Barcelona, Revista Mientras Tanto n.º 19, 1984[12]
- Valoración económica del patrimonio natural, como Director, 2001, A Coruña, Ed. Fundación Pedro Barrié de lana Maza.[13][14]
- Environmental Economics and Society, como coordinador editorial con M. X. Vázquez Rodríguez, 2001, Santiago de Compostela, Ed. Consello da Cultura Galega[15]
- Economic, Social and Environmental Effects of the "Presige" Spill, como coordinador editorial con M. X. Vázquez Rodríguez, 2004, Santiago de Compostela, Ed. Consello da Cultura Galega.[16]
- Economía de Galicia. Situación actual y perspectivas, 2004, Santiago de Compostela, Ed. tresCtres Editores.
- Beneficios y costes sociales en la conservación de la Red Natura 2000, con M. X. Vázquez y M. Soliño, 2005, Santiago de Compostela, CIEF-Fundación Caixa Galicia.[17]
- Electricidad verde. La biomasa en los montes de Galicia, con M. X. Vázquez y M. Soliño, 2006, Santiago de Compostela, CIEF-Fundación Caixa Galicia.[18]
- Chaves da economía pública galega, con Alvarez, X., 2006, Editorial Galaxia.
- Globalización, competencia e deslocalización, como coordinador, 2007, Santiago de Compostela, Consellería de Economía y Hacienda, Junta de Galicia[19]
- Territorios innovadores. Diagnosis de los índices de I+D+i en Galicia, junto con X.M. García y M.La. Quintas, 2008, Ed. Consello da Cultura Galega.[20]
- Galicia, unha economía europea, con Santiago Lago Peñas, 2009, Editorial Galaxia.
- La razón en evolución, 2011, autoedición.[21][22]
- Desarrollo sostenible en la costa gallega, con M. Xosé Vázquez y Mario Soliño, 2012, Fundación NovaCaixaGalicia.[23][24]
- Crónica desde el país de los sin alma. Rosendo Salvado en Australia (1846-1899), 2014, A Coruña, Biblioteca Gallega, La Voz de Galicia.[25]
- Arredor de nós, 2017, autoedición digital - Safe Creative[26]
- Empirical Analysis of the Transformation of Economic Growth into Social Development at an International Level, con Patricio Sánchez, 2017, Revista Social Indicators Research vol. 130: 983-1003,[27]
- Hipercapitalismo cognitivo e infomonopolios: industria 4.0 y sociedad, 2017, Fundación 1 de Mayo, Estudio n.º 101,[28][29]
- El despilfarro de las naciones, 2017, Clave Intelectual, Madrid[30][31][32]
- Crítica del hipercapitalismo digital, 2019, Catarata, Madrid[33][34]
- Caminos de incertidumbre. Tecnologías y sociedad, 2020, Catarata, Madrid[35]
- El regreso de China. ¿Chimérica o Telón Digital?, 2021, Mundiediciones,[36][37][38]
- Riqueza nacional y bienestar social. Más desarrollo con menos crecimiento, 2021, Universidade de Vigo,[39][40]
- Trabajo y capital en el siglo XXI. Mutaciones, consecuencias, alternativas, 2022, Universidade de Vigo[41][42]
- O país dos sen alma. Rosendo Salvado en Australia (1846-1899), 2022, Universidade de Vigo[43][44][45]
- ¿Sociedad de mercado o sociedad decente?. Crítica de la gran abducción neoliberal, 2023, Universidade de Vigo[46][47]
- Galicia. Un país desnortado e minguante, 2024, Universidade de Vigo[48][49][50]
- El regreso de China. La globalización imposible, 2025, 2ª edición, Universidade de Vigo[51][52]

## Reconocimientos
Premio de Ensayo de la Fundación Premios de la Crítica de Galicia de 1979, con Abel López Rodríguez, por La otra economía gallega.